# Ginástica nos Jogos Asiáticos de 1982
A ginástica nos Jogos Asiáticos de 1982 teve sua edição realizada na cidade de Délhi, na Índia, com as disputas da ginástica artística masculina e feminina.

## Eventos
- Individual geral masculino
- Equipes masculino
- Solo masculino
- Barra fixa
- Barras paralelas
- Cavalo com alças
- Argolas
- Salto sobre a mesa masculino
- Individual geral feminino
- Equipes feminino
- Trave
- Solo feminino
- Barras assimétricas
- Salto sobre a mesa feminino

## Medalhistas
| Evento              | Ouro                                        | Prata                                    | Bronze                    |
| Masculino           |                                             |                                          |                           |
| Equipes             | CHN                                         | JPN                                      | PRK                       |
| Individual geral    | CHN Li Ning                                 | CHN Fei Tong                             | PRK Li Chol-Hon           |
| Solo                | CHN Fei Tong                                | PRK Li Chol-Hon CHN Li Yuejui            | nenhum                    |
| Cavalo com alças    | CHN Li Xiaoping CHN Li Ning PRK Li Chol-Hon | nenhum                                   | nenhum                    |
| Argolas             | CHN Li Ning PRK Li Su-Gil                   | nenhum                                   | CHN Yuang Yubin           |
| Salto sobre a mesa  | CHN Yun Lou                                 | JPN Koji Gushiken                        | KOR Ra Kwon PRK Li Su-Gil |
| Barras paralelas    | JPN Koji Gushiken                           | CHN Fei Tong CHN Li Ning PRK Li Chol-Hon | nenhum                    |
| Barra fixa          | JPN Noritoshi Hirata                        | JPN Shinji Morisue                       | CHN Fei Tong              |
| Feminino            |                                             |                                          |                           |
| Equipes             | CHN                                         | PRK                                      | JPN                       |
| Individual geral    | CHN Chen Yongyan                            | CHN Wu Jiani                             | PRK Choe Jong-Sil         |
| Salto sobre a mesa  | CHN Li Cuilung                              | CHN Chen Yongyan                         | KOR Lee Jung-Hee          |
| Barras assimétricas | CHN Wu Jiani                                | PRK Choe Jong-Sil PRK Li Yong-Ae         | nenhum                    |
| Trave               | CHN Wu Jiani                                | CHN Yu Xiang                             | JPN Morio Maiko           |
| Solo                | PRK Choe Jong-Sil                           | CHN Wen Jia CHN Wu Jiani                 | nenhum                    |

## Quadro de medalhas
| Ordem | País            | Medalha de ouro | Medalha de prata | Medalha de bronze |    |
| ----- | --------------- | --------------- | ---------------- | ----------------- | -- |
| 1     | China           | 12              | 9                | 2                 | 23 |
| 2     | Coreia do Norte | 3               | 5                | 4                 | 12 |
| 3     | Japão           | 2               | 3                | 2                 | 7  |
| 4     | Coreia do Sul   |                 |                  | 2                 | 2  |
| TOTAL | TOTAL           | 17              | 17               | 10                | 43 |